# یواس‌سی‌جی‌سی فورسیتیا (دبلیوای‌جی‌ال-۶۳)
یواس‌سی‌جی‌سی فورسیتیا (دبلیوای‌جی‌ال-۶۳) (به انگلیسی: USCGC Forsythia (WAGL-63)) یک کشتی است که طول آن ۱۱۴ فوت (۳۵ متر) می‌باشد.